# Curt Hotzel
Curt Hotzel (* 20. April 1894 in Leipzig; † 10. August 1967 in Berlin (West)) war ein deutscher Publizist.

## Leben
Hotzel war der Sohn eines Angestellten. Er besuchte in Erfurt die Bürgerschule und das Realgymnasium und
absolvierte von 1910 bis 1912 in Erfurt eine Lehre zum Bankkaufmann. 1913 ging er nach Berlin, wo er sich an der Handelshochschule einschrieb. Außerdem studierte er an der Universität Berlin Philosophie.
Sein Studium wurde durch den Kriegsdienst im Ersten Weltkrieg unterbrochen. Schon 1916 sah Hotzel sich als Schriftsteller und Journalist im Dienste der völkischen Idee. Er schloss sich dem völkischen Kreis um Ernst Wachler, den Gründer des Bergtheaters Thale, an und identifizierte sich mit dem Dichter Hanns Johst.
In der Zeit des Umbruchs nach dem Ersten Weltkrieg beschäftigten ihn Visionen für die Umgestaltung Deutschlands. 1919 erschien nicht nur sein Buch Blutweihe, sondern auch sein Manifest der expressionistischen Künstlergruppe Jung-Erfurt. Hotzel trat in dieser Zeit gegen die unselige Entfremdung des Volkes von der Kunst ein und plädierte dafür, die Menschen das Sehen wieder zu lehren und ihre Sinne zu öffnen. Die Gruppe Jung-Erfurt scheint sich unter dem Einfluss rechtsnationaler Kräfte zwischen 1922 und 1924 aufgelöst zu haben; ob bzw. wie Hotzel an dieser Entwicklung beteiligt war, ist nicht bekannt.
1919 schrieb er auch für die Zeitschrift Aufgang. Völkische Blätter für das junge Deutschland und erlebte die Uraufführung seines Theaterstücks Alboin und Rosimund im Harzer Bergtheater, die wohl durch die Protektion Wachlers zustande gekommen war.
Von 1919 bis 1921 setzte Hotzel in Heidelberg, unter anderem bei Friedrich Gundolf, sein Studium mit den Fächern Literatur- und Kunstgeschichte fort.
1920 erschien als Pressendruck  mit Lithografien von Alfred Hanf Die Stadt des guten Gewissens. Davon wurde 1937 ein Exemplar als „entartete Kunst“ aus dem Erfurter Museum für Kunst und Heimatgeschichte beschlagnahmt und vernichtet. 1921 veröffentlichte er Ernst Wachler. Eine Geistesgeschichte unserer Zeit. Offenbar beendete er 1921 seine Studien und ging wieder nach Berlin, wo er zunächst Feuilletonschriftleiter des Deutschen Tageblatts wurde. Er blieb dem nationalistischen Gedankengut treu, das sich gegen Ende des Ersten Weltkriegs entwickelt hatte, und betonte in Gefolgschaft des Dichters Josef Ponten und in Anlehnung an Friedrich Nietzsche den dionysischen, vernunftabgewandten Urgrund der deutschen Seele. Diese Einstellung führte etwa 1930 zu dem Urteil blutsfremd, volksfremd, undeutsch und berechnend, das er über Thomas Mann fällte. 1934 gab er den wichtigen Sammelband Deutscher Aufstand. Die Revolution des Nachkriegs heraus.
1933 trat er in den Reichsverband Deutscher Schriftsteller und 1934 in den Reichsverband Deutscher Journalisten ein. In der Zeit des Dritten Reichs schrieb er unter anderem für den Stahlhelm, für Die Sendung, Welt und Welle und den Völkischen Beobachter. Von 1937 bis 1944 war er Chefredakteur des Kladderadatsch, ab 1939 verfasste er für verschiedene Pressebüros politische Leitartikel. Im Jahre 1939 wurde er in den Bamberger Dichterkreis aufgenommen. Am 29. August 1941 beantragte er die Aufnahme in die NSDAP und wurde zum 1. Oktober desselben Jahres aufgenommen (Mitgliedsnummer 8.742.602). Hotzel arbeitete auch unter dem Pseudonym Thürink, das 1940 von der Reichsschrifttumskammer bestätigt wurde.
In den 1940er Jahren verlegte er sich zunehmend auch auf historische Stoffe, an denen er auch in seiner Zeit als freier Schriftsteller nach dem Ende des Dritten Reichs festhielt. 1944 erschien der Roman um Kaspar Schlick, 1952 Die Schuld des Schwarzen Eicken, 1955 Maskerade in Lüneburg und 1960 Tat und Traum des Bildschnitzers Veit Stoß. Die fünfte Auflage dieses Werks kam 1996 heraus.
Der Liebesroman Das ungewisse Herz, der mehrere Auflagen erlebte, stellt eine junge Frau, Ulrike von Lestewitz, in den Vordergrund, die während der napoleonischen Kriege in Deutschland zwischen zwei Männern hin- und hergerissen ist. Der spanische Fächer behandelt die Regierungszeit Joseph Bonapartes in Spanien. Germaine oder der Irrtum von Locarno beschäftigt sich mit dem Leben eines Schriftstellers zwischen 1924 und 1954 und trägt autobiographische Züge. Offenbar ist dies das einzige Werk Hotzels aus der Nachkriegszeit, das sich noch mit Entwicklungen des 20. Jahrhunderts befasst.
Im Jahr 1946 setzte die Deutsche Verwaltung für Volksbildung in der Sowjetischen Besatzungszone seine Schriften Geld macht Geschichte (1933), Hanns Johst (1933) und Wälle im Westen (1940) auf die Liste der auszusondernden Literatur, 1947 folgte Reich und Preußen (1932) und 1948 Ins Feld, in die Freiheit gezogen (1933).
Im Jahr 1950 wurde er Mitglied der NDPD. Ab den 1950er Jahren erschienen Hotzels Bücher fast ausnahmslos im Verlag der Nation in der DDR. Laut Angabe der Deutschen Schillerstiftung in einer Personenakte aus dem Jahr 1963 unterstützte sie Hotzel in diesem Jahr durch eine einmalige Zahlung in Höhe von 500 DM. Er wird dort unter der Schreibweise Kurt Hotzel geführt. Zuletzt lebte Hotzel als freier Schriftsteller, Journalist und Redakteur im Westteil Berlins.
Im 1919 veröffentlichten Blutweihe rief Hotzel nach einem Führer und forderte die „Rettung des arischen Edelgeistes vor der sozialistisch-syndikalistisch-bolschewistischen Welle die Europa zu überschwemmen droht“. In der Zeit des Nationalsozialismus verhielt sich Hotzel den Machthabern gegenüber loyal. In der autobiographischen Erzählung Germaine oder der Irrtum von Locarno charakterisierte sich Hotzel als Teil derer, „die im Geiste opponierten, aber dadurch, daß sie nichts änderten, die unheilvolle Entwicklung nicht aufhielten, sondern förderten“.

## Werke, Auswahl
- Blutweihe. Gedanken über die deutsche Zukunft, 1919
- Die Stadt des guten Gewissens. 1920 (Satiren)
- Geld macht Geschichte. Das Werk politischer Bankiers, Berlin, Verlag Das Reich 1933 (mit einem Geleitwort von F. Hielscher)
- Hanns Johst. Der Weg des Dichters zum Volk, Berlin, Frundsberg-Verlag 1933
- Fremde Götter am Rhein, Berlin, Hochwart-Verlag 1935
- Lob Bambergs, 1937
- Der Eselskopf, 1938
- Daniel geht um, 1939
- Schönheit im Film, Berlin 1940 (= Aktuelle Filmbücher 129)
- Humor im Film, Berlin 1940 (= Aktuelle Filmbücher 32)
- Der maßlose Fähnrich. 1940 (Komödie)
- Daniel geht um. 1940 (Komödie)
- Wälle im Westen. Vor 2000 Jahren und heute, Berlin, Verlag Die Wehrmacht 1940 (11.–20. Tausend, = Kleine Wehrmacht-Bücherei 14)
- Der unverblümte Amor, Bayreuth, Gauverlag 1944 (Novellen)
- Die Schuld des schwarzen Eicken. Roman eines Burschenschafters, Berlin, Verlag der Nation 1952, ²1954, ³1956, 4. Auflage 1960, 5. Auflage 1969
- Nettelbeck, Verlag der Nation 1953
- Bauern gegen Bonaparte. Hessen-Kassel 1809, Verlag der Nation 1953
- Maskerade in Lützenburg. Historische Erzählung, Berlin, Verlag der Nation 1954
- Germaine oder der Irrtum von Locarno, Berlin, Verlag der Nation 1956
- Das ungewisse Herz. Historischer Liebesroman, Berlin, Verlag der Nation 1957, ²1958, ³1958, 4. Auflage 1959, 5. Auflage 1966, 6. Auflage 1972
- Söhne des Don Quijote, Berlin, Verlag der Nation 1959
- Tat und Traum des Bildschnitzers Veit Stoß, Berlin, Verlag der Nation 1960, ²1961, 4. Auflage 1974, 5. Auflage 1996, illustriert von Alfred Will, ISBN 3-373-00497-7
- Felix Dahn und Curt Hotzel, Die Völkerwanderung: Germanisch-romanische Frühgeschichte Europas, Safari-Verlag 1960; Klagenfurt: Kaiser, 1977
- Der spanische Fächer, Verlag der Nation, Berlin, Verlag der Nation 1962, ²1967
- Fünf historische Erzählungen, Verlag der Nation, Berlin o. J. (1955), illustriert von Alfred Will (enthält: Nettelbeck, Soldat seines Volkes, Steins Rückkehr, Bauern gegen Bonaparte, Sänger und Held)